# William Winwood Reade

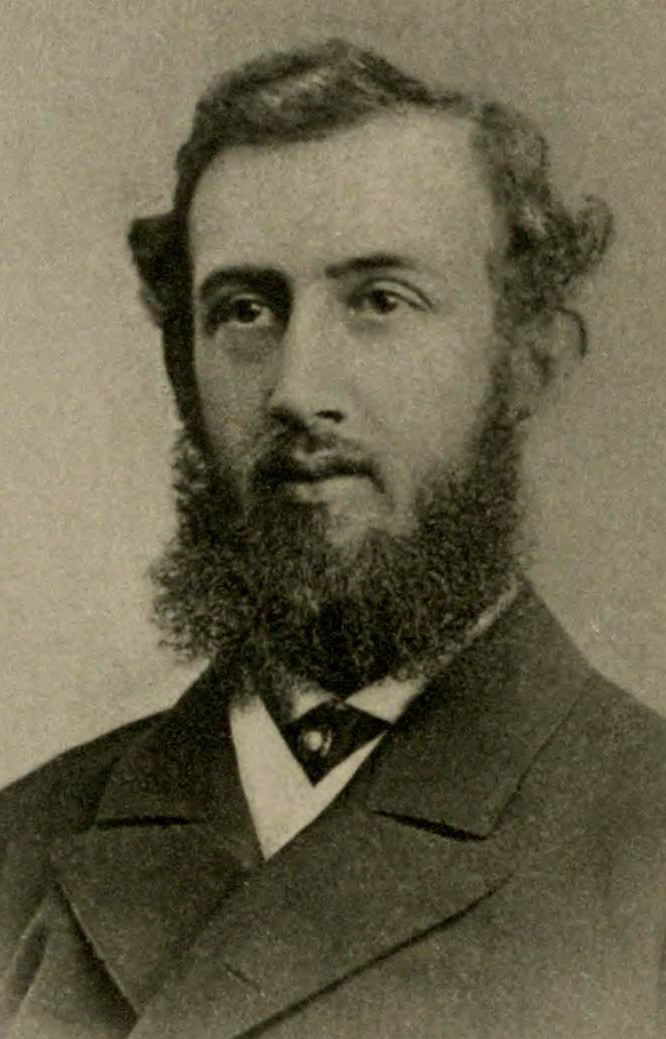
Photo von William Winwood Reade, veröffentlicht 1910

William Winwood Reade (* 26. Dezember 1838 in Murrayfield bei Crieff (Schottland); † 24. April 1875 in Ipsden) war ein britischer Afrikareisender und Schriftsteller.

## Leben
William Winwood  Reade war ein Neffe des englischen Romanautors Charles Reade. Er studierte seit 1856 an der University of Oxford, ohne einen akademischen Abschluss zu erlangen. Zuerst trat er als Romanschriftsteller auf, bereiste dann, angeregt durch Du Chaillus Schilderungen, 14 Monate lang (1862–63) die Westküste von Afrika, wo er hauptsächlich Jagd auf den Gorilla machte, und beschrieb seine Erfahrungen und Entdeckungen in Savage Africa (London 1864). Nach einigen Jahren des Studiums, vornehmlich der Medizin, begab er sich 1868 zum zweiten Mal nach Afrika und gelangte 1869 von Sierra Leone aus nach Falaba, wo er drei Monate gefangen gehalten wurde, und zum oberen Niger. Hierbei zeigte er, dass dieser Fluss nur 400 km von Sierra Leone in demselben Gebirge wie der Senegal und Gambia entspringe und schon 160 km stromabwärts schiffbar sei. Er beschrieb diese Reise in The African Sketch-Book (2 Bde., London 1873). Als Spezialkorrespondent der Times begleitete er ab November 1873 die Expedition der Engländer gegen die Aschanti, musste aber erkrankt zurückkehren und starb am 24. April 1875 im Alter von nur 36 Jahren in Ipsden.
Zu den weiteren Veröffentlichungen des atheistisch eingestellten Autors gehören u. a.:
- The Veil of Isis, or the Mysteries of the Druids, London 1861 (dieses Werk stellt einen Angriff auf den religiösen Glauben, insbesondere auf den Katholizismus dar)
- The Martyrdom of Man, London 1872; 17. Aufl. 1903
- Story of the Ashantee Campaign, London 1874
- The Outcast: a Novel, London 1875